# Petrichus lancearius
Petrichus lancearius är en spindelart som beskrevs av Simon 1905. Petrichus lancearius ingår i släktet Petrichus och familjen snabblöparspindlar. Inga underarter finns listade i Catalogue of Life.